# Future Legend
"Future Legend" (título de trabajo "Fugue for the Dude") es la canción de apertura del álbum de 1974 de David Bowie, Diamond Dogs. Es una narrativa hablada que introduce al álbum colocándolo en un "apocalipsis glamuroso".

## Música y letra
Con apenas un minuto en duración, "Future Legend" empieza con un aullido distorsionado y presenta una visión postapocalíptica de Manhattan, ahora llamado "Hunger City". Bowie describe "pulgas del tamaño de ratas" y "ratas del tamaño de gatos", y compara a los habitantes humanoides a una "manada de perros". 
A medio camino de la narración, la melodía de Richard Rodgers, "Bewitched, Bothered and Bewildered" suena inmediatamente (la canción y su compositor aparecen en la lista de canciones de lanzamiento original de vinilo pero este crédito es omitido en los relanzamientos de CD). "Future Legend" entonces continúa con la canción del álbum del mismo nombre, con los lamentos "Esto no es Rock 'n' Roll, Esto es Genocidio!". 
La narración ha sido comparada con las escrituras de William S. Burroughs, particularmente algunos versos como "a baying pack of people" en Naked Lunch.

## Otros usos
Una secuencia de grabación puede ser escuchada al inicio de la canción "Diamond Dogs" en algunas presentaciones norteamericanas de Bowie en 1974.

## Otras versiones
- Rancid Vat – Bowiecide EP (1994)
- Aimee Kristi – Hero: The Main Man Records Tribute to David Bowie (2007)